# Craugastor mexicanus
Espèce
Synonymes
- Leiuperus mexicanus Brocchi, 1877
- Eleutherodactylus mexicanus (Brocchi, 1877)
- Microbatrachylus oaxacae Taylor, 1940
- Microbatrachylus lineatissimus Taylor, 1941
- Microbatrachylus fuscatus Davis & Dixon, 1957

Statut de conservation UICN

 LC  : Préoccupation mineure
Craugastor mexicanus est une espèce d'amphibiens de la famille des Craugastoridae.

## Répartition
Cette espèce est endémique du Mexique. Elle se rencontre de 1 500 à 3 420 m d'altitude dans les États d'Oaxaca, de Puebla, d'Hidalgo et de Veracruz.

## Étymologie
Cette espèce est nommée en référence au lieu de sa découverte, le Mexique.

## Publication originale
- Brocchi, 1877 : Sur quelques Batrachiens raniformes et bufoniformes de l'Amérique Centrale. Bulletin de la Société Philomathique de Paris, sér. 7, vol. 1, p. 175-197 (texte intégral).